# ووکیچویتسا
ووکیچویتسا (به صربی: Vukićevica) یک منطقهٔ مسکونی در صربستان است که در اوبرنوواتس واقع شده‌است. ووکیچویتسا ۹٫۹۳ کیلومتر مربع مساحت و ۵۸۴ نفر جمعیت دارد و ۱۱۸ متر بالاتر از سطح دریا واقع شده‌است.